# Bolszoj Kamieniec (obwód kurski)
Bolszoj Kamieniec (ros. Большой Каменец) – wieś (ros. деревня, trb. dieriewnia) w zachodniej Rosji, w sielsowiecie lubostańskim rejonu bolszesołdatskiego w obwodzie kurskim.

## Geografia
Miejscowość położona jest 5,5 km od centrum administracyjnego sielsowietu lubostańskiego (Lubostań), 11 km od centrum administracyjnego rejonu (Bolszoje Sołdatskoje), 57,5 km od Kurska.

## Historia
Osada została założona nie później niż w połowie XVII wieku jako Kamieniec w ujezdzie sudżańskim.

## Demografia
W 2010 r. miejscowość zamieszkiwało 66 osób.

## Atrakcje
- Strumień Kamieniec (w jego korycie i dolinie występują kamienie naturalne, z których niegdyś wytwarzano tzw. skarby starosudżan – bizantyjskie wyroby ze srebra i złota)[2][6]